# Sabelsköld
Sabelsköld var en svensk adelsätt.
Jöns Mårtensson till Häckelstad, var slottsfogde på Julita Gård i Oppunda härad och flera andra som Nyköping och Vibyholms län. Hans son Carl Jönsson, född 1590 i Nyköping, var fänrik i Smålands ryttare år 1616, och skall ha stridit mot danskar, polacker och deltog i Ingermanländska kriget.
Carl Jönsson sägs ha räddat den blivande kungen Gustav II Adolf i slaget mot ryssarna vid Stolbova 1617, när kungens häst stupade, och de skall ha ridit bort från striden på Carl Jönssons häst, medan de slog med sablar på ömse sidor om hästens hals.
Carl Jönsson adlades Sabelsköld år 1617 vid Gustav II Adolfs kröning i Uppsala, och Släkten introducerades på Sveriges Riddarhus år 1627 som adlig ätt nummer 150. Sabelsköld var ryttmästare vid Smålands ryttare 1622, deltog 1625-1627 i fälttåget i Livland och var häradshövding i Skärkinds härad 1622-1652. Han tog avsked ur armen 1629 med majors grad.
Carl XI:s reduktion drabbade ätten hårt och efter förlorade gods och gårdar blev de sista generationerna  utblottade, och döttrarna giftes bort med icke adliga bönder i Småland, vilket gett en stor spridning av ättlingar i Sverige, men ätten Sabelsköld utslocknade 1701  på manssidan när Carl Sabelsköld dog i fält och på kvinnosidan 1780 när hans dotter Elisabeth, gift med kyrkvärden och klockaren Olof Nilsson.
Ätten var bland andra ingift i släkterna Häär, Kessel, Sabelström, Dag och Natt, Gyllenmåne, Oxenstierna, Rosenstråhle, Stråle af Ekna och Wisenius.